# Garnier Frères
Garnier Frères, var ett franskt bokförlag 1833-1983.
Garnier Frères grundades av bröderna Auguste (1812-1887) och François Hippolyte Garnier (1816-1911). Förlaget utgav flera berömda utgåvor av franska klassiska verk.